# Joël Dicker

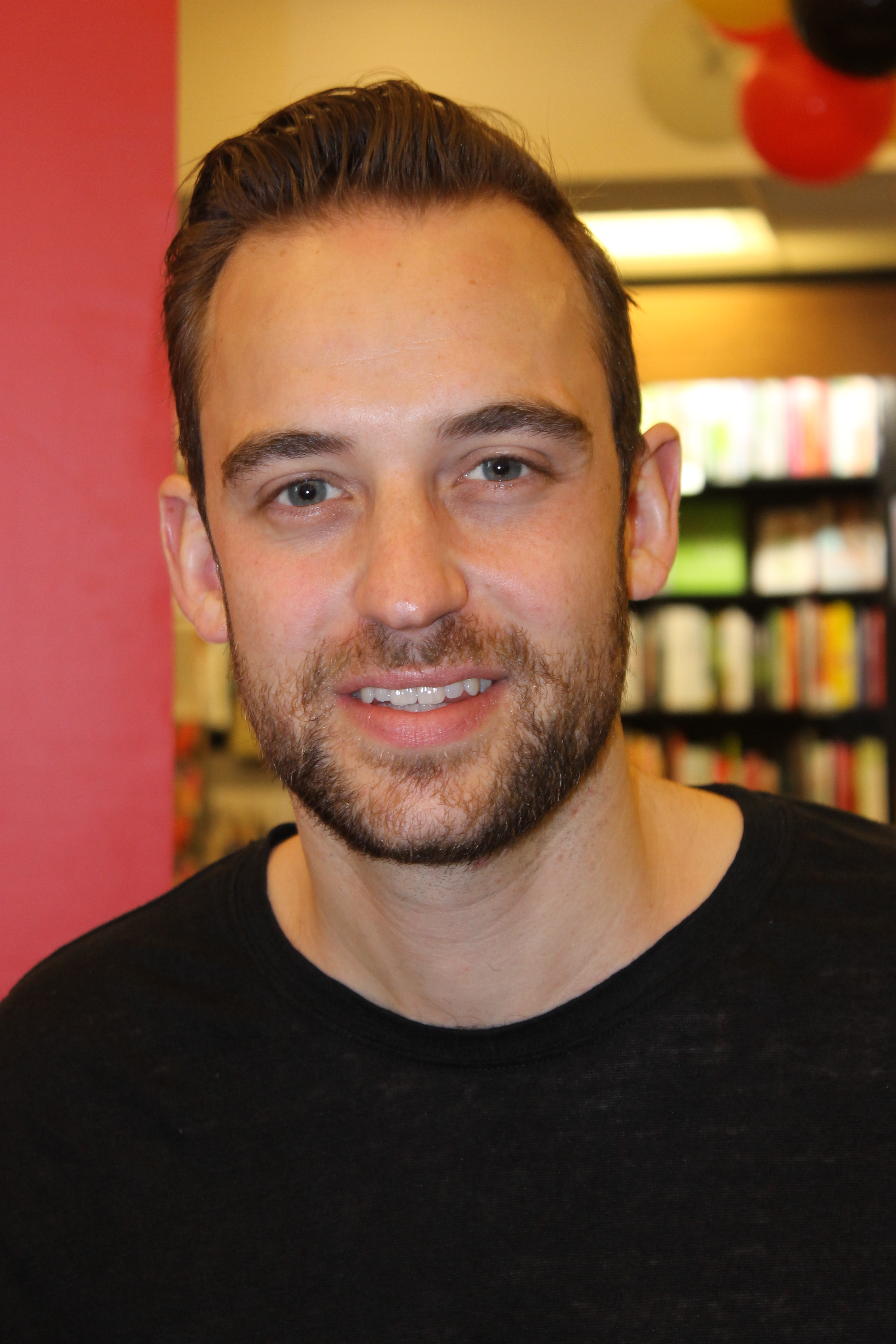
Joël Dicker, 2016

Joël Dicker (* 16. Juni 1985 in Genf) ist ein französischsprachiger Schweizer Schriftsteller. Er wurde 2012 mit dem Roman Die Wahrheit über den Fall Harry Quebert (La Vérité sur l’Affaire Harry Quebert) bekannt, für den er mehrere Literaturpreise erhielt.

## Leben
Joël Dicker wurde 1985 in Genf als Sohn einer Buchhändlerin und eines Französischlehrers geboren; er ist sowohl französischer als auch russischer Abstammung. In seiner Jugend spielte er Schlagzeug und gründete im Alter von zehn Jahren mit La Gazette des Animaux eine Zeitschrift, die er sieben Jahre lang führte. Für sein umweltpolitisches Engagement wurde er mit dem Tierschutzpreis Prix Cunéo pour la protection de la nature ausgezeichnet und lobend als «jüngster Schweizer Chefredaktor» von der Tageszeitung Tribune de Genève erwähnt. Er besuchte das Collège Madame de Staël in Genf. Mit 18 Jahren zog er nach Paris, wo er am Cours Florent ein Jahr lang Schauspiel studierte. Nach seiner Rückkehr begann er ein Studium der Rechtswissenschaft an der Universität Genf, das er 2010 erfolgreich abschloss.
Die Novelle Le Tigre war 2005 Dickers literarisches Debüt. 2012 erhielt er für seinen 2010 veröffentlichten ersten Roman Les derniers jours de nos pères die «Besondere Erwähnung» beim Prix littéraire de l’armée de Terre – Erwan Bergot. 2012 erschien sein zweiter Roman, La Vérité sur l’Affaire Harry Quebert. Die Geschichte handelt von einem US-amerikanischen Schriftsteller, der wegen einer Schreibblockade seinen alten Professor aufsucht und dabei einen Mord aufklärt. Dieses Werk wurde, neben Nominierungen für weitere Literaturpreise, unter anderem mit dem Prix Goncourt des lycéens, dem Grand Prix du Roman und dem Prix littéraire de la Vocation ausgezeichnet. Der Bestseller wurde in über 40 Sprachen übersetzt; bis Mitte 2015 wurden mehr als drei Millionen Exemplare verkauft. 2018 wurde in den USA eine Romanverfilmung als Die Wahrheit über den Fall Harry Quebert ausgestrahlt.
2015 war Dicker für den SwissAward nominiert. 2016 erschien sein nächster Roman Le Livre des Baltimore, 2018 folgte La Disparition de Stephanie Mailer und 2020 L’Énigme de la chambre 622. In der Aargauer Zeitung hiess es, Dicker «schreibe Romane für Leser, die sonst keine Bücher lesen würden», mit seinem letzten Roman – 2020 mit einer halben Million Exemplaren das meistverkaufte Buch in Frankreich – sei er «auf dem Niveau des aufgeplusterten Trivialromans angekommen». 2021 gründete er den Verlag Éditions Rosie & Wolfe, wo 2022 sein Roman L’Affaire Alaska Sanders erschien.

## Werke
- Le Tigre (2005)
- Les derniers jours de nos pères (2010)
  - Die letzten Tage unserer Väter. Aus dem Französischen von Amelie Thoma und Michaela Meßner. Piper, München 2022, ISBN 978-3-492-07138-3.
- La Vérité sur l’Affaire Harry Quebert (2012)
  - Die Wahrheit über den Fall Harry Quebert. Aus dem Französischen von Carina von Enzenberg. Piper, München 2013, ISBN 978-3-492-05600-7.
- Le Livre des Baltimore (2016)
  - Die Geschichte der Baltimores. Aus dem Französischen von Brigitte Große und Andrea Alvermann. Piper, München 2016, ISBN 978-3-492-05764-6.
- La Disparition de Stephanie Mailer (2018)
  - Das Verschwinden der Stephanie Mailer. Aus dem Französischen von Amelie Thoma und Michaela Meßner. Piper, München 2019, ISBN 978-3-492-05939-8.
- L’Énigme de la chambre 622 (2020)
  - Das Geheimnis von Zimmer 622. Aus dem Französischen von Amelie Thoma und Michaela Meßner. Piper, München 2021, ISBN 978-3-492-07090-4.
- L’Affaire Alaska Sanders (2022)
  - Die Affäre Alaska Sanders. Aus dem Französischen von Amelie Thoma und Michaela Meßner. Piper, München 2023, ISBN 978-3-492-07196-3.
- Un animal sauvage (2024)
  - Ein ungezähmtes Tier. Aus dem Französischen von Amelie Thoma und Michaela Meßner. Piper, München 2025, ISBN 978-3-492-07344-8.